# Eberhard Bitzer
Eberhard Bitzer (* 12. August 1927 in Danzig; † 1963) war ein deutscher Journalist.

## Leben
Bitzer studierte Philosophie, Geschichte und Volkswirtschaft an den Universitäten in Frankfurt a. M. und Bonn. Er promovierte mit einer kritischen Arbeit über Die Akzentverschiebungen im Staatsdenken Hegels. Ein Beitrag zur Entwicklungsgeschichte der hegelschen Rechts- und Staatsphilosophie. Nach dem Studium arbeitete er als politischer Redakteur und Chefredakteur einer hessischen Heimatzeitung Nassauer Bote und unternahm Studienreisen nach Mitteldeutschland, Frankreich, Italien, Österreich, Polen und Amerika.
Seit März 1956 war er Redaktionsmitglied der Frankfurter Allgemeinen Zeitung und kommentierte hauptsächlich innenpolitische Ereignisse. Zu seinen Spezialgebieten zählten Deutschlandpolitik, Parteienwesen, politische Public-Relations, Wahlrechts und Staatsrechtfragen, sowie Luftschutzprobleme. Er bearbeitete hauptsächlich den politischen Teil der Seite 2, vor allem die Rubrik „Stimmen der Anderen“. Seit Oktober 1959 war Bitzer Mitglied der Bonner Redaktion der Frankfurter Allgemeinen Zeitung.